# Koszyce (województwo opolskie)
Koszyce – osada w Polsce położona w województwie opolskim, w powiecie strzeleckim, w gminie Strzelce Opolskie.